# Carlo Weckelmann
Carlo Weckelmann (* 7. September 1996) ist ein deutscher Leichtathlet, der sich auf Sprints spezialisiert hat. Er läuft auch Staffeln.

## Berufsweg
Carlo Weckelmann ist Unternehmensberater.

## Sportliche Laufbahn
2009 war Weckelmann als M13-Schüler auf Platz 5 der Westfälischen Bestenliste über 75 Meter und ist seit Jahren kontinuierlich unter den Top 8 bei Wettkämpfen zu finden.
Ab 2013 holte er in der Jugend- und Juniorenklasse mit der 4-mal-100- und 4-mal-200-Meter-Staffel mehrfach den Meister- oder Vizemeistertitel.
2017 wurde Weckelmann bei den Aktiven mit der Staffel über 4-mal 200 Meter in Leipzig Deutscher Hallenmeister.

## Vereinszugehörigkeit
Carlo Weckelmann startet für den TV Wattenscheid 01 und war davor beim BV Teutonia Lanstrop.

## Bestleistungen
(Stand: 22. Februar 2017)

Halle
- 60 m: 6,88 s (Frankfurt-Kalbach, 1. Februar 2017)
- 200 m: 21,74 s (Leipzig 19. Februar 2017)
- 4 × 200 m: 1:24,83 min (Leipzig 19. Februar 2017)

Freiluft
- 100 m: 10,73 s +1,3 (Jena, 31. Juli 2015)
- 200 m: 21,70 s −1,0 (Jena, 1. August 2015)
- 4 × 100 m: 40,26 s (Wesel, 15. Juni 2014)

## Erfolge
national
- 2013: Deutscher U23-Vizemeister (4 × 100 m)
- 2013: Deutscher U20-Vizemeister (4 × 100 m)
- 2014: 6. Platz Deutsche U20-Hallenmeisterschaften (200 m)
- 2014: Deutscher U23-Meister (4 × 100 m)
- 2014: Deutscher U20-Meister (4 × 400 m)
- 2014: 4. Platz Deutsche U20-Meisterschaften (4 × 100 m)
- 2014: 6. Platz Deutsche U20-Meisterschaften (200 m)
- 2015: Deutscher U20-Hallenmeister (4 × 200 m) (deutscher Rekord)
- 2015: 6. Platz Deutsche U20-Hallenmeisterschaften (200 m)
- 2015: 6. Platz Deutsche Meisterschaften (4 × 100 m)
- 2015: 4. Platz Deutsche U20-Meisterschaften (200 m)
- 2015: 6. Platz Deutsche U20-Meisterschaften (100 m)
- 2016: Deutscher U23-Meister (4 × 100 m)
- 2016: 6. Platz Deutsche U23-Meisterschaften (200 m)
- 2017: Deutscher Hallenmeister (4 × 200 m)
- 2017: 7. Platz Deutsche Hallenmeisterschaften (200 m)
- 2020: Deutscher Hallen-Vizemeister (4 × 200 m)